# Піщанська сільська рада (Кременчуцький район)
Піща́нська сільська́ ра́да — орган місцевого самоврядування в Кременчуцькому районі Полтавської області з центром у селі Піщане.

## Населені пункти
1. с. Піщане
2. с. Ковалівка
3. с. Кривуші
4. с.  Максимівка
5. с.  Недогарки
6. с.  Гориславці
7. с.  Нова Знам’янка
8. с.  Майбородівка
9. с.  Ялинці
10. с.  Панівка
11. с.  Пащенівка
12. с.  Рокитне-Донівка
13. с.  Коржівка
14. с.  Миловидівка
15. с.  Олефірівка
16. с.  Вільна Терешківка
17. с.  Мирне
18. с.  Писарщина
19. с.  Воскобійники
20. с.  Кіндрівка
21. с.  Михайленки
22. с.  Пухальщина
23. с.  Самусіївка

## Влада
Загальний склад ради — 30
Сільські голови
- Красницький Олександр Петрович

26.03.2006 — 31.10.2010
31.10.2010 — 25.11.2020
Краплина Олександр Петрович
26.11.2020 — зараз

## Освіта
На території сільради діє загальноосвітній навчальний заклад І-ІІІ ступенів Піщанська гімназія.
Відомі випускники
Військові
- Андрусенко Дмитро Олександрович — загинув під час АТО.
- Шаповал Володимир Іванович — загинув під час російсько-української війни поблизу міста Щастя, Луганської області.

Науковці
- Красницький Микола Петрович
- Шаповал Валентин Федорович